# Janusz Maksymiuk
Janusz Roman Maksymiuk (Janówka; 19 de janeiro de 1947 — ) é um político da Polónia. Ele foi eleito para a Sejm em 25 de setembro de 2005 com 7384 votos em 22 no distrito de Krosno, candidato pelas listas do partido Samoobrona Rzeczpospolitej Polskiej.
Ele também foi membro da Sejm 1991-1993 e da Sejm 1993-1997.